# Czaruków (gmina)
Czaruków – dawna gmina wiejska istniejąca do 1939 roku w woj. wołyńskim (obecnie na Ukrainie). Siedzibą gminy był Czaruków.
W okresie międzywojennym gmina Czaruków należała do powiatu łuckiego w woj. wołyńskim. Według stanu z dnia 4 stycznia 1936 roku gmina składała się z 45 gromad. Po wojnie obszar gminy Czaruków wszedł w struktury administracyjne Związku Radzieckiego.